# Herzogsschloss (Straubing)

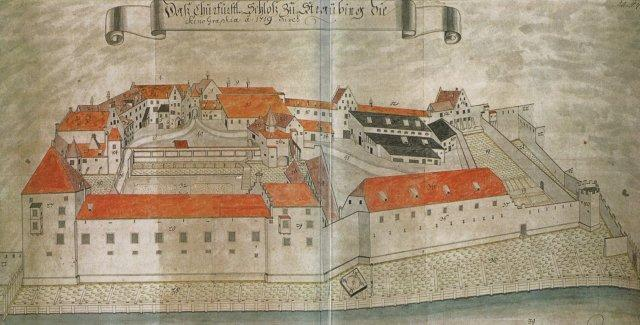
Zeichnung des Herzogsschlosses, 1719

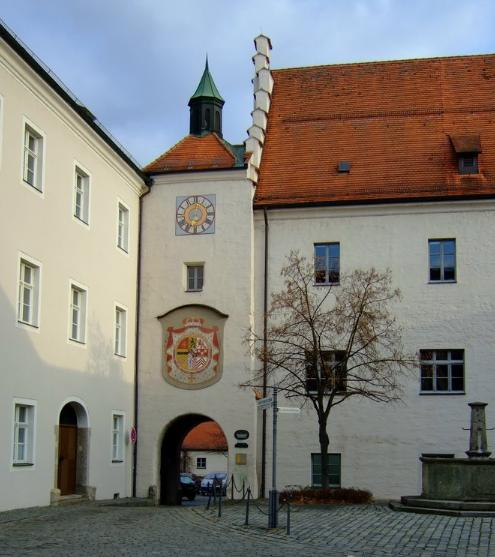
Torturm des Schlosses

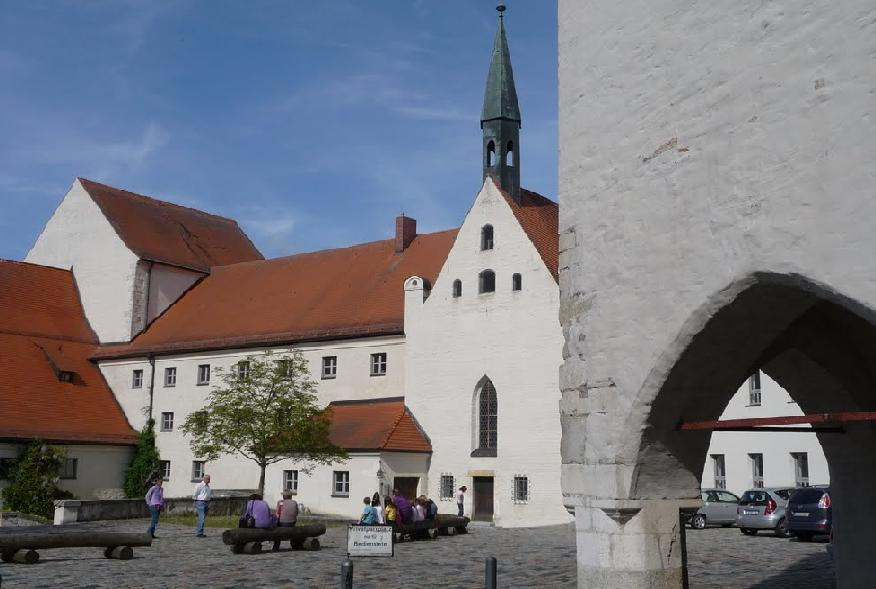
Innenhof mit Kapelle

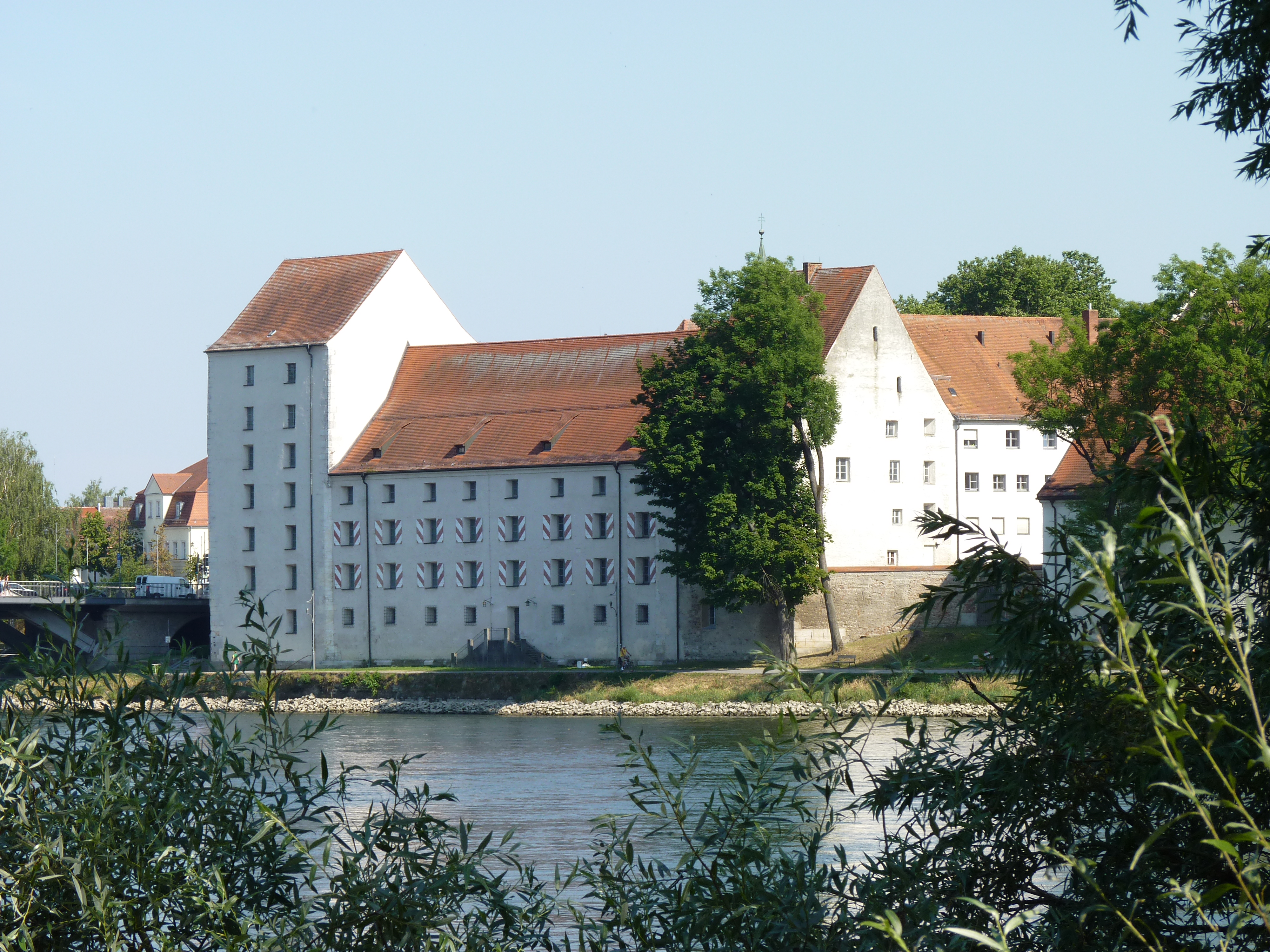
Das Schloss vom anderen Donauufer aus gesehen

Das Herzogsschloss in Straubing war die bayerische Residenz der Herzöge von Bayern-Straubing, die als Grafen von Holland, Zeeland und Hennegau auch in Den Haag residierten.  Herzog Albrecht I. begann den Bau im Jahr 1356.
Es ist unter der Aktennummer D-2-63-000-178 als Baudenkmal von Straubing verzeichnet. Ebenso wird die Anlage als Bodendenkmal unter der Aktennummer D-2-7141-0365 im Bayernatlas als „untertägige spätmittelalterliche und frühneuzeitliche Befunde im Bereich des ehem. Herzogsschlosses von Straubing“ geführt.

## Geschichte
Straubing entwickelte sich früh zu einem Zentrum wittelsbachischer Herrschaft. Seit 1255 war die Stadt Sitz eines Viztums. Von der Teilung des Herzogtums im Landsberger Vertrag 1349 bis 1353 regierte der Wittelsbacher Herzog Albrecht I.  gemeinsam mit Stephan II. und Wilhelm I. das niederbayerische Teilherzogtum. 1363 wurde er im Regensburger Vertrag gemeinsam mit Wilhelm I. Herzog von Bayern-Straubing-Holland. Albrecht begann den Bau 1356. Er ließ am Donauufer eine offene Residenz errichten.
Zunächst hatte der herzogliche Vizedom hier seinen Sitz. Nach 1425, als mit Johann III. die Straubinger Linie der Wittelsbacher im männlichen Stamme erlosch, wurde der Vizedom von den Münchner Herzogen eingesetzt. 1430 wurde vom römisch-deutschen König Sigismund ein Reichstag in Straubing einberufen, der im Herzogsschloss abgehalten wurde.
Mit dem Vizedom-Amt, später Rentamt, war Straubing über Jahrhunderte Regierungssitz und niederbayrisches Verwaltungszentrum innerhalb des Herzogtums Bayern bzw. Kurfürstentums Bayern. In der Barockzeit wurden die ehemals herzoglichen Räume in Kasernen umgewandelt, womit der Verfall der Anlage einsetzte. Zwischendecken wurden im Rittersaal eingezogen, der Innenhof wurde entsprechend umgebaut und mit einer breiten Reitertreppe versehen. Weitere Umbaumaßnahmen hatten die Folge, dass keinerlei historische Räume erhalten geblieben sind.
1906 zogen die Soldaten in neu gebaute Kasernen um. Nach einer Sanierung in den 1990er Jahren sind weite Teile als Amtsräume und Veranstaltungsort zugänglich. So wurde auch die originale Rittersaaldecke freigelegt.

## Aufbau
Das Ensemble besteht aus:
- Fürstenbauten im Palas: Ein großer Saalbau zwischen zwei massiven Wohntürmen entlang der Donau, der 1422 aufgestockt wurde. Im Mittelteil befindet sich über der Dürnitz der unter Albrechts Sohn Johann III. nach holländischen Vorbildern errichtete Rittersaal, der eher als Ständesaal zu bezeichnen ist. Seitlich davon befanden sich die herzoglichen Wohnräume. Im östlichen Turm befindet sich eine sehr enge Wendeltreppe, welche die Geschosse des Wohnturms erschlossen hat.
- Schlosshof: Dieser gliedert sich in zwei Abteilungen, den ebenerdigen Teil und den wesentlich tieferen Hof im Hintergrund, zu dem die sogenannte Reitertreppe hinab führt. Vom oberen Hof reichte ehedem eine breite Brücke über den tieferen Hof in den gegenüberliegenden langen Flügel, der im Obergeschoss den Rittersaal beherbergt.
- Schlosskapelle St. Sigismund und St. Georg: Baubeginn war 1373, die Weihung erfolgte 1393. Im 15. Jahrhundert wurde das Kapellenschiff neu gebaut. Im Barock wurde die Wölbung verändert, der Stuck stammt aus der Zeit um 1720.
- Torturm: Er ist bereits vor 1356 als Bestandteil der Stadtmauer entstanden und wurde später in die Anlage einbezogen. Noch heute sind die Einbuchtungen zu erkennen, wo einst ein Fallgitter den Zutritt verwehrte. Die Maschine, die das Gitter aufzog, ist heute noch im Dachstuhl des Turms vorhanden. Ebenfalls vorhanden sind noch zwei Glocken, eine davon stammt aus dem Jahre 1544 und wurde von Hans Meixner in Landshut gegossen. Geschmückt ist der Bau mit einem Wappenfries, das unter anderen auch das holländische Wappen zeigt, direkt über dem Tor befindet sich das pfalzbayerische Wappen von Kurfürst Karl Theodor.
- Nordflügel (ältestes Bauteil mit Saal, evtl. Kanzleifunktion)
- Vizthumspalast (Palast des Vizedominus/Statthalters)
- An der Nordwestecke des Schlosskomplexes befindet sich ein kleiner Turm, besser bekannt als Agnes-Bernauer-Turm. Angeblich wurde sie dort gefangen gehalten; allerdings ist er kein Gefängnis, sondern diente Verteidigungszwecken. Zudem wurde er erst etwa 100 Jahre nach dem tragischen Tod der Baderstochter erbaut.
- weiteren gotischen kleineren Türmen und Gebäuden, die nicht mehr alle erhalten sind.

Es wurden Gebäude aus der damals existierenden Stadtbefestigung übernommen und deren Nutzung verändert. Wichtigste Funktion war wohl als Versammlungsort in feierlichem Rahmen, z. B. bei Krönungsfeier, Huldigungszeremonien oder Gerichtsort.
Das benachbarte Karmelitenkloster gehört nicht zum direkten baulichen Schlossbereich, ist aber im gleichen Zusammenhang errichtet worden und Grablege der Herzöge und des höheren Adels.
Am ehemaligen Herzogsturm begrüßt ein riesiger heiliger Christopherus alle Besucher der Stadt. Das Fresko wurde 1934 von Hedwig Dietl gestiftet. Als kurz vor dem Ende des Zweiten Weltkrieges die Donaubrücke gesprengt wurde, erlitt er große Beschädigungen. 1990 wurde das Fresko von einem Straubinger Kunstmaler restauriert.

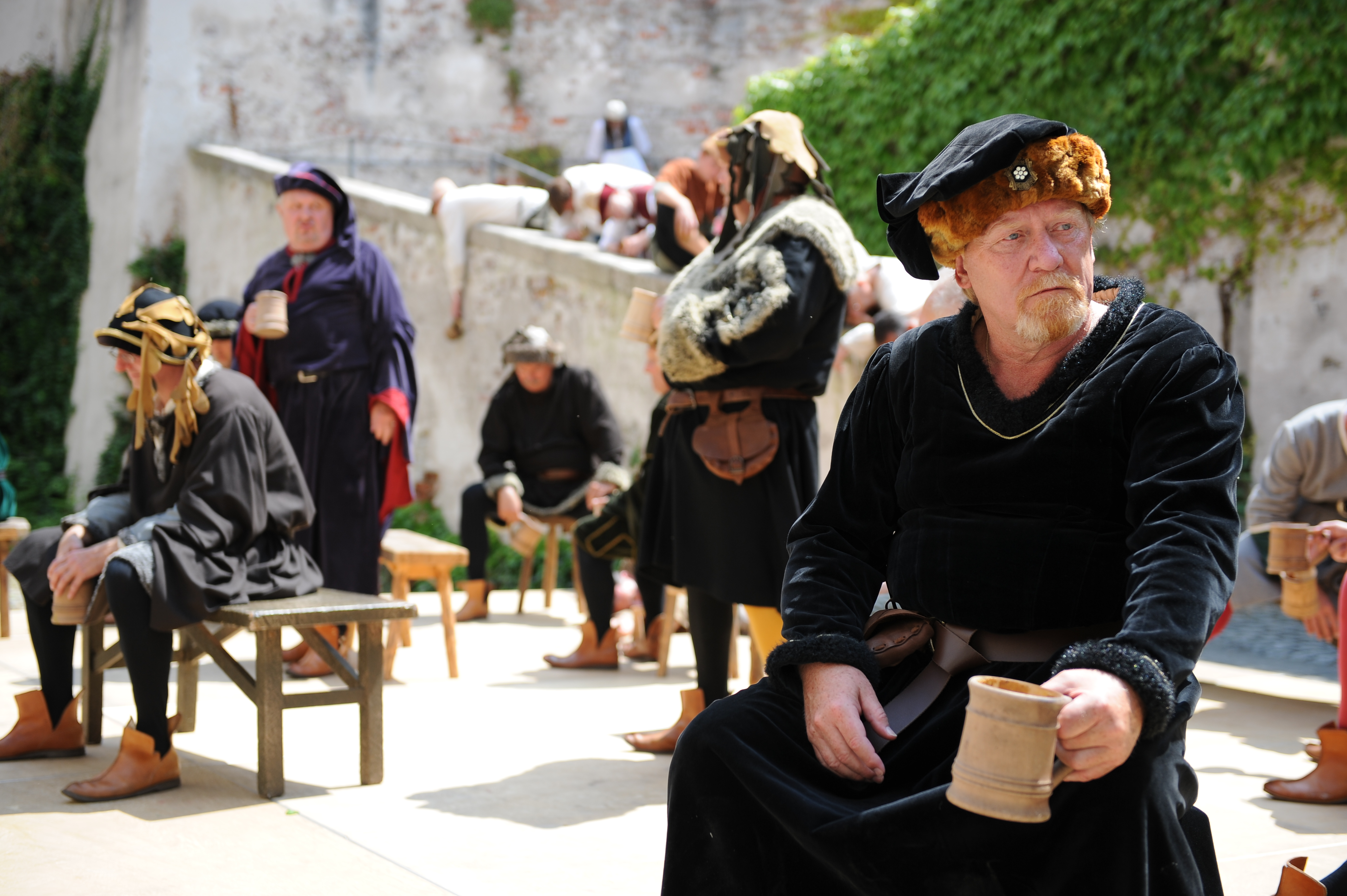
Freilichtaufführung im unteren Hof des Schlosses an der Reitertreppe (Orffs Bernauerin, 2013)

## Das Herzogsschloss heute
Das Straubinger Herzogsschloss dient heute als Sitz des Finanzamts und des Gesundheitsamts und beherbergt auch Stadtbibliothek und Stadtarchiv. Im Innenhof finden neben weiteren Open-Air-Veranstaltungen alle vier Jahre die Agnes-Bernauer-Festspiele statt. Der große (ca. 400 m²) und gut erhaltene mittelalterliche Rittersaal wird für Veranstaltungen, Ausstellungen und Konzerte genutzt.